# Риџланд (Мисисипи)
Риџланд (енгл. Ridgeland) град је у америчкој савезној држави Мисисипи.

## Демографија
По попису из 2010. године број становника је 24.047, што је 3.874 (19,2%) становника више него 2000. године.
| Група             | 2000.          | 2010.          |
| Белци             | 15.382 (76,3%) | 13.823 (57,5%) |
| Афроамериканци    | 3.719 (18,4%)  | 7.864 (32,7%)  |
| Азијати           | 596 (3,0%)     | 960 (4,0%)     |
| Хиспаноамериканци | 313 (1,6%)     | 1.133 (4,7%)   |
| Укупно            | 20.173         | 24.047         |